# GP2 Asia Series seizoen 2011
Het GP2 Asia-seizoen 2011 is het vierde seizoen van deze klasse. Regerend kampioen Davide Valsecchi zal zijn titel verdedigen bij het nieuwe team Team Air Asia.
Het seizoen zou 6 races bevatten, verspreid over 3 raceweekenden en 2 circuits. Beide raceweekenden op het Bahrein International Circuit gingen echter niet door vanwege de anti-regeringsprotesten in dat land. Op 1 maart 2011 wordt bevestigd dat het laatste raceweekend wordt verreden op Imola.
De kampioen van 2008, de Fransman Romain Grosjean, is opnieuw kampioen geworden door een overwinning in de eerste race op Imola. Zijn landgenoot Jules Bianchi is als tweede gefinisht en Giedo van der Garde als derde.

## Teams en coureurs
| Team                    | Nr. | Coureur             | Ronde |
| ----------------------- | --- | ------------------- | ----- |
| iSport International    | 1   | Marcus Ericsson     | Alle  |
| iSport International    | 2   | Sam Bird            | Alle  |
| Arden International     | 3   | Josef Král          | Alle  |
| Arden International     | 4   | Jolyon Palmer       | Alle  |
| Lotus ART Grand Prix    | 5   | Jules Bianchi       | Alle  |
| Lotus ART Grand Prix    | 6   | Esteban Gutiérrez   | Alle  |
| Super Nova              | 7   | Fairuz Fauzy        | Alle  |
| Super Nova              | 8   | Johnny Cecotto jr.  | Alle  |
| DAMS                    | 9   | Romain Grosjean     | Alle  |
| DAMS                    | 10  | Pål Varhaug         | Alle  |
| Scuderia Coloni         | 11  | Michael Herck       | Alle  |
| Scuderia Coloni         | 12  | James Jakes         | 1     |
| Scuderia Coloni         | 12  | Luca Filippi        | 2     |
| Ocean Racing Technology | 14  | Oliver Turvey       | Alle  |
| Ocean Racing Technology | 15  | Andrea Caldarelli   | Alle  |
| Barwa Addax Team        | 16  | Charles Pic         | Alle  |
| Barwa Addax Team        | 17  | Giedo van der Garde | Alle  |
| Trident Racing          | 18  | Stefano Coletti     | Alle  |
| Trident Racing          | 19  | Rodolfo González    | Alle  |
| Rapax Racing            | 20  | Fabio Leimer        | Alle  |
| Rapax Racing            | 21  | Julian Leal         | Alle  |
| Racing Engineering      | 22  | Nathanaël Berthon   | Alle  |
| Racing Engineering      | 23  | Dani Clos           | Alle  |
| Carlin                  | 24  | Michail Aljosjin    | Alle  |
| Carlin                  | 25  | Max Chilton         | Alle  |
| Team Air Asia           | 26  | Luiz Razia          | Alle  |
| Team Air Asia           | 27  | Davide Valsecchi    | Alle  |

## Kalender
| Circuit                       | Land                         | Weekend               |
| ----------------------------- | ---------------------------- | --------------------- |
| Yas Marina Circuit            | Verenigde Arabische Emiraten | 11 - 12 februari 2011 |
| Bahrein International Circuit | Bahrein                      | 18 - 19 februari 2011 |
| Bahrein International Circuit | Bahrein                      | 12 - 13 maart 2011    |
| Autodromo Enzo e Dino Ferrari | Italië                       | 19 - 20 maart 2011    |

De twee rondes in Bahrein zijn geannuleerd door de anti-regeringsprotesten.

## Resultaten
| Ronde | Ronde | Circuit                       | Land      | Pole Position                               | Snelste ronde                               | Winnaar                                     | Winnend team                                |
| ----- | ----- | ----------------------------- | --------- | ------------------------------------------- | ------------------------------------------- | ------------------------------------------- | ------------------------------------------- |
| 1     | R1    | Yas Marina Circuit            | Abu Dhabi | Romain Grosjean                             | Jules Bianchi                               | Jules Bianchi                               | Lotus ART                                   |
| 1     | R2    | Yas Marina Circuit            | Abu Dhabi |                                             | Jules Bianchi                               | Stefano Coletti                             | Trident Racing                              |
| -     | R1    | Bahrein International Circuit | Bahrein   | Geannuleerd door de anti-regeringsprotesten | Geannuleerd door de anti-regeringsprotesten | Geannuleerd door de anti-regeringsprotesten | Geannuleerd door de anti-regeringsprotesten |
| -     | R2    | Bahrein International Circuit | Bahrein   | Geannuleerd door de anti-regeringsprotesten | Geannuleerd door de anti-regeringsprotesten | Geannuleerd door de anti-regeringsprotesten | Geannuleerd door de anti-regeringsprotesten |
| -     | R1    | Bahrein International Circuit | Bahrein   | Geannuleerd door de anti-regeringsprotesten | Geannuleerd door de anti-regeringsprotesten | Geannuleerd door de anti-regeringsprotesten | Geannuleerd door de anti-regeringsprotesten |
| -     | R2    | Bahrein International Circuit | Bahrein   | Geannuleerd door de anti-regeringsprotesten | Geannuleerd door de anti-regeringsprotesten | Geannuleerd door de anti-regeringsprotesten | Geannuleerd door de anti-regeringsprotesten |
| 2     | R1    | Autodromo Enzo e Dino Ferrari | Italië    | Romain Grosjean                             | Romain Grosjean                             | Romain Grosjean                             | DAMS                                        |
| 2     | R2    | Autodromo Enzo e Dino Ferrari | Italië    |                                             | Romain Grosjean                             | Dani Clos                                   | Racing Engineering                          |

GP2: 2005 · 2006 · 2007 · 2008 · 2009 · 2010 · 2011 · 2012 · 2013 · 2014 · 2015 · 2016 (Lijst van coureurs)

GP3: 2010 · 2011 · 2012 · 2013 · 2014 · 2015 · 2016 · 2017 · 2018 (Lijst van coureurs)

GP2 Asia: 2008 · 2008-2009 · 2009-2010 · 2011 (Lijst van coureurs)